# Vladimír Talášek
Vladimír Talášek (24. dubna 1901 Lazce – 19. srpna 1942 Věznice Plötzensee) byl československý důstojník a odbojář z období druhé světové války popravený nacisty.

## Život

### Před druhou světovou válkou
Vladimír Talášek se narodil 24. dubna 1901 v Lazcích u Olomouce v rodině místního pekaře Františka Taláška a jeho manželky Kateřiny, rozené Fialové. Mezi lety 1912 a 1917 studoval na olomouckém reálném gymnáziu, následně pracoval u ČSD. V roce 1921 byl odveden do Československé armády, konkrétně k olomouckému pěšímu pluku 6, kde se rozhodl stát vojákem z povolání. Studoval na Vojenské akademii v Hranicích, posléze na aplikační škole dělostřelectva, sloužil u různých útvarů. V roce 1928 nastoupil opět na hranickou akademii jako učitel matematiky, balistiky a francouzštiny. V roce 1929 složil státní zkoušku z francouzštiny na Filozofické fakultě Univerzity Komenského v Bratislavě. V letech 1930 až 1933 následovala studia na Vysoké škole válečné v Praze, během své služby navíc absolvoval řadu zdokonalovacích kurzů. Od roku 1935 až do zrušení Československé armády působil jako koncipient rozpočtové a ubytovací skupiny 1. oddělení Ministerstva národní obrany. Během všeobecné mobilizace na podzim 1938 zastával funkci referenta studijní skupiny 1. oddělení štábu Hlavního velitelství ve Vyškově. Dosáhl hodnosti majora.

### Druhá světová válka
Po německé okupaci pracoval Vladimír Talášek jako vrchní komisař na ředitelství státních drah v Praze. Vstoupil do protinacistického odboje v rámci Obrany národa. Působil jako kurýr mezi Čechy a Moravou, k čemuž využíval cest za svou manželkou do Hranic, kde byl za svou činnost byl i zatčen olomouckým gestapem. Vězněn byl v pankrácké věznici. V létě roku 1940 byl přesunut do Gollnowa a následně do berlínské věznice Alt Moabit. Lidovým soudním dvorem byl 20. listopadu 1941 odsouzen k trestu smrti a 19. srpna 1942 popraven gilotinou v další berlínské věznici Plötzensee.

## Rodina
Vladimír Talášek pocházel z jedenácti sourozenců. Jeho bratři Jaroslav Talášek a Oldřich Talášek se rovněž zapojili do protinacistického odboje. Jaroslav byl rovněž zatčen, konce války se dožil ve věznici na Mírově. Oldřich uprchl za hranice, pracoval pro odboj v Londýně, Sovětském svazu a bojoval v Slovenském národním povstání. Vladimír Talášek se v Hranicích oženil, dne 1. ledna 1938 se mu narodil syn Vladimír, budoucí inženýr a vědecký pracovník.

## Posmrtná ocenění
- Vladimír Talášek byl v roce 1946 in memoriam povýšen do hodnosti podplukovníka, v roce 1948 do hodnosti plukovníka
- Jméno Vladimíra Taláška nese pěší rota aktivních záloh v Olomouci[5]
- Vladimíru Taláškovi byl in memoriam udělen Československý válečný kříž 1939
- Vladimíru Taláškovi byl v roce 2012 společně s bratry Oldřichem a Jaroslavem udělen in memoriam Kříž obrany státu[6]